# Новиков, Андрей Прохорович
Андрей Прохорович Новиков (13 октября 1874, село Ильинское, Соликамский уезд, Пермская губерния — после 1930) — протоиерей Православной Российской Церкви, настоятель Свято-Троицкого (Рязановского) единоверческого храма в Екатеринбурге (1912—1930).

## Биография
Родился в семье псаломщика, впоследствии единоверческого священника. Жена — Александра Александровна, бездетный.
Окончил Григорьевское начальное училище в Оханском уезде (1886) и Пермский псаломнический класс (1891).
Псаломщик в Крестовоздвиженском храме села Золотые Промыслы Пермского уезда (1891), посвящён в стихарь (1896).
Псаломщик в храме Живоначальной Троицы Архангело-Пашийского завода Пермского уезда (1898).
Диакон в Свято-Троицком (Рязановском) единоверческом храме Екатеринбурга (1901), заведующий епархиальным книжным складом (1905—1908).
Иерей (1906), законоучитель (1907) и заведующий (1912) церковно-приходской школой при храме, член Шартатского миссионерского комитета (1908), казначей Екатеринбургского комитета Православного миссионерского общества (1909).
Настоятель Свято-Троицкого (Рязановского) единоверческого храма в Екатеринбурге (1912—1930).
Делегат I (1912) и II (1917) Всероссийских единоверческих съездов.
Награждён набедренником (1911) и скуфьей (1913).
В 1917 году член Поместного собора Православной российской церкви по избранию от единоверцев как заместитель протоиерея С. И. Шлеёва, участвовал в 1-й сессии, член II, V отделов.
С 1924 года протоиерей, благочинный единоверческих храмов Свердловского округа.
С 1930 года за штатом, вскоре скончался.